# Tournée des quatre tremplins 2022-2023
Navigation
Édition précédente Édition suivante
La 71e édition de la tournée des quatre tremplins se déroule du 28 décembre 2022 au 6 janvier 2023.
La tournée des quatre tremplins (en allemand : Vierschanzentournee) est une compétition de saut à ski. Elle a lieu annuellement depuis 1953 sur quatre tremplins différents, deux en Allemagne et deux en Autriche, autour du nouvel an.
Ce tournoi revêt une très grande importance aux yeux des spécialistes de la discipline du saut à ski.

## Attribution des points
Le classement de la tournée des quatre tremplins est effectué en additionnant les points obtenus à chaque saut (longueur et notes de style), ceux qui servent à déterminer le classement de chaque compétition de saut à ski quelles qu'elles soient.
Chaque concours de cette tournée comptent également pour la coupe du monde de saut à ski 2022-2023 et apportent aux concurrents des points selon les mêmes modalités que les autres concours : 100 points au premier, 80 au deuxième... et un point au 30e.

## Les tremplins
| \| [[Fichier:Alps location map.png\\|600px\\|{{#if:\\|{{{alt}}}\\|Tournée des quatre tremplins 2022-2023 est dans la page Alpes.]]Oberstdorf Garmisch-Partenkirchen Innsbruck Bischofshofen Tournée des quatre tremplins 2022-2023 (Alpes) \| |
| [[Fichier:Alps location map.png\|600px\|{{#if:\|{{{alt}}}\|Tournée des quatre tremplins 2022-2023 est dans la page Alpes.]]Oberstdorf Garmisch-Partenkirchen Innsbruck Bischofshofen Tournée des quatre tremplins 2022-2023 (Alpes)           |

## Calendrier
| q | Qualification | C | Concours |

| Évènements           | Calendrier | Calendrier | Calendrier | Calendrier | Calendrier | Calendrier | Calendrier | Calendrier | Calendrier | Calendrier | Calendrier |
| Évènements           | 28         | 29         | 30         | 31         | 1          | 2          | 3          | 4          | 5          | 6          |            |
| Évènements           | Décembre   | Décembre   | Décembre   | Décembre   | Janvier    | Janvier    | Janvier    | Janvier    | Janvier    | Janvier    |            |
|                      |            |            |            |            |            |            |            |            |            |            |            |
| Oberstdorf HS 137    | q          | C          |            |            |            |            |            |            |            |            |            |
| Garmisch HS 140      |            |            |            | q          | C          |            |            |            |            |            |            |
| Innsbruck HS 130     |            |            |            |            |            |            | q          | C          |            |            |            |
| Bischofshofen HS 140 |            |            |            |            |            |            |            |            | q          | C          |            |
|                      |            |            |            |            |            |            |            |            |            |            |            |

## Classements
|      | \| Rang \| Nom \| Points \| \| ---- \| ------------------ \| ------ \| \| 1 \| Halvor E. Granerud \| 1191.2 \| \| 2 \| Dawid Kubacki \| 1158.2 \| \| 3 \| Anže Lanišek \| 1129.0 \| \| 4 \| Piotr Żyła \| 1090.0 \| \| 5 \| Kamil Stoch \| 1087.9 \| \| 6 \| Stefan Kraft \| 1077.5 \| \| 7 \| Michael Hayböck \| 1068.5 \| \| 8 \| Daniel Tschofenig \| 1061.1 \| \| 9 \| Jan Hörl \| 1056.3 \| \| 10 \| Manuel Fettner \| 1050.9 \| |        |
| Rang | Nom | Points |
| 1    | Halvor E. Granerud | 1191.2 |
| 2    | Dawid Kubacki | 1158.2 |
| 3    | Anže Lanišek | 1129.0 |
| 4    | Piotr Żyła | 1090.0 |
| 5    | Kamil Stoch | 1087.9 |
| 6    | Stefan Kraft | 1077.5 |
| 7    | Michael Hayböck | 1068.5 |
| 8    | Daniel Tschofenig | 1061.1 |
| 9    | Jan Hörl | 1056.3 |
| 10   | Manuel Fettner | 1050.9 |

### Tableau récapitulatif
| Étape | Lieu          | Épreuve | Date             | Vainqueur          | Deuxième           | Troisième     | Leader de la Tournée |
| ----- | ------------- | ------- | ---------------- | ------------------ | ------------------ | ------------- | -------------------- |
| 1     | Oberstdorf    | HS 137  | 29 décembre 2022 | Halvor E. Granerud | Piotr Żyła         | Dawid Kubacki | Halvor E. Granerud   |
| 2     | Garmisch      | HS 140  | 1er janvier 2023 | Halvor E. Granerud | Dawid Kubacki      | Piotr Żyła    | Halvor E. Granerud   |
| 3     | Innsbruck     | HS 130  | 4 janvier 2023   | Dawid Kubacki      | Halvor E. Granerud | Anže Lanišek  | Halvor E. Granerud   |
| 4     | Bischofshofen | HS 140  | 6 janvier 2023   | Halvor E. Granerud | Anže Lanišek       | Dawid Kubacki | Halvor E. Granerud   |